# Чернявские
Чернявские (укр. Чернявський, пол. Czerniawski) — дворянский род.
Польские шляхетские роды Чернявских — гербов: собственного, а также Дружина, Ястржембец, Корчак, Роля, Шренява (в том числе украинский род, вероятным родоначальником которого считается Новгород-Северский сотник Василий Черняй (1675) и сын его Илья).
Основателем российского рода стал Николай Родионович Чернявский, который в 1879 году был произведён в действительные статские советники. Определением Правительствующего Сената от 24 ноября 1880 года он был признан в потомственном дворянстве с детьми: Николаем и Марией, с правом на внесение в третью часть дворянской родословной книги.

## Описание герба
В золотом щите запорожский казак в червлёном жупане с золотыми шнурами, подпоясанный золотым кушаком, с саблей в чёрных ножнах, с золотой рукояткой, в зелёных свитке, шароварах, шапке с собольей опушкой и червлёных сапогах. В правой руке он держит червлёное копьё, левой подбоченился.
Щит увенчан дворянским коронованным шлемом. Нашлемник: два золотых орлиных крыла, на каждом по червлёному почтовому рогу мундштуком вверх. Намет: червлёный с золотом. Герб Чернявского внесён в Часть 14 Общего гербовника дворянских родов Всероссийской империи, стр. 92.